# Volcà Turrialba
El volcà Turrialba és un estratovolcà de Costa Rica ubicat al districte de Santa Cruz, en el cantó de Turrialba, província de Cartago.
Se situa a la Serralada Volcànica Central, i dona lloc el nom al Parc Nacional que l'envolta, el Parc Nacional Volcà de Turrialba. Amb el seu cim situat a 3340 m d'altitud. És el segon volcà més alt de Costa Rica, només superat pel Volcà Irazú (3432 m).

## Morfologia
El volcà comparteix la mateixa base del Volcà Irazú, pel que són anomenats volcans bessons. El massís posseeix vessants escarpats al sector nord mentre que al sector Sud predominen pendents moderats.
El Turrialba té tres cràters, el central, l'est (sobre el qual es pot caminar) i l'oest. L'accés a aquest últim està prohibit als visitants, ja que el sender que condueix fins al lloc està molt deteriorat.

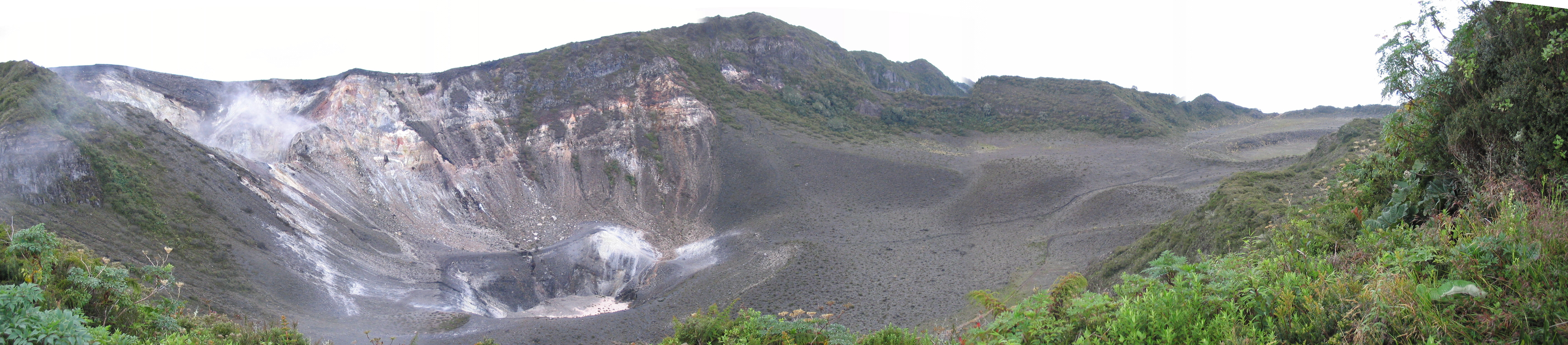
Els tres cràters del volcà, el més antic es troba a la dreta, el més nou i actiu a l'esquerra.

## Activitat

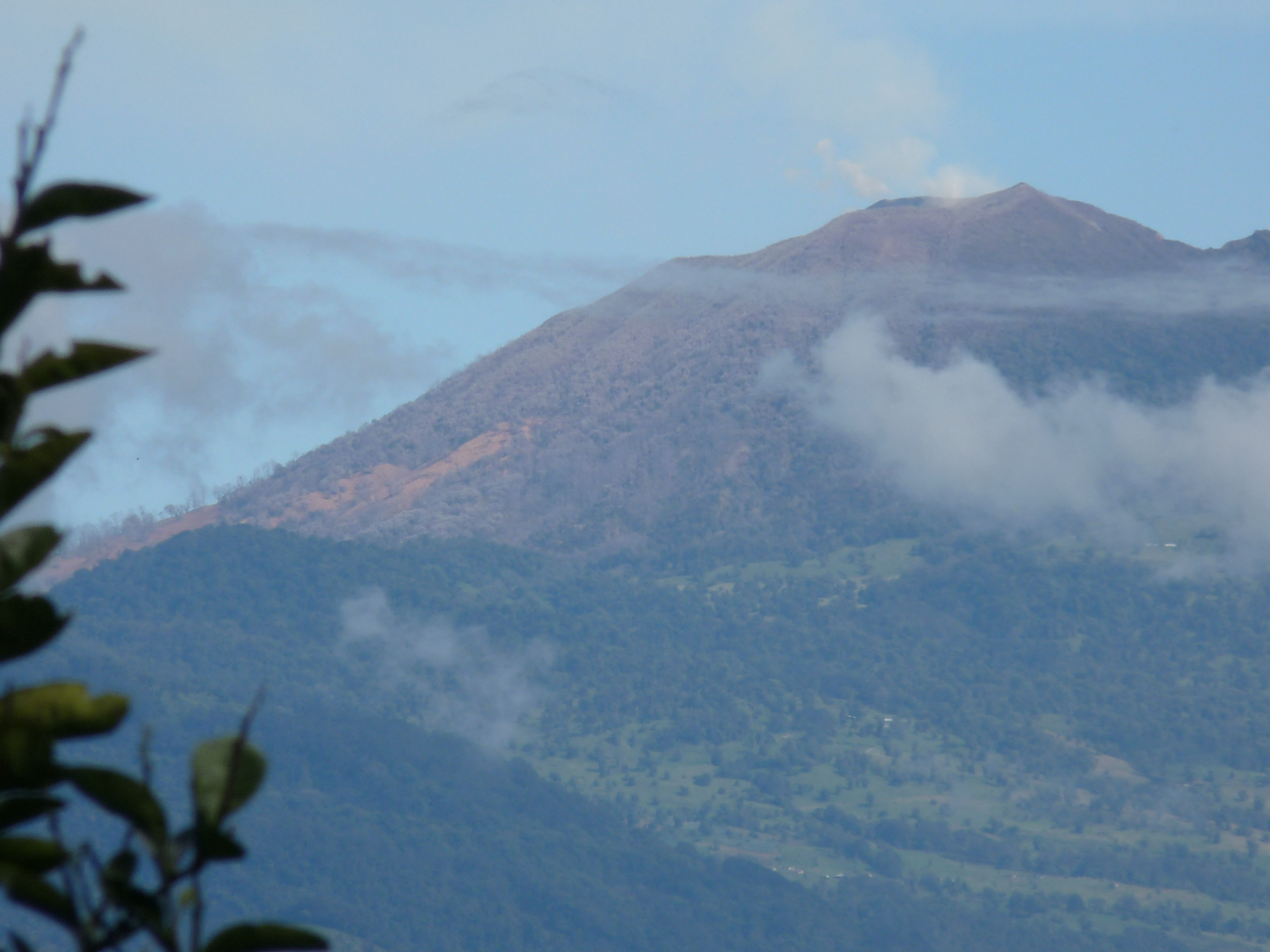
Vegetació malmesa per l'activitat volcànica.

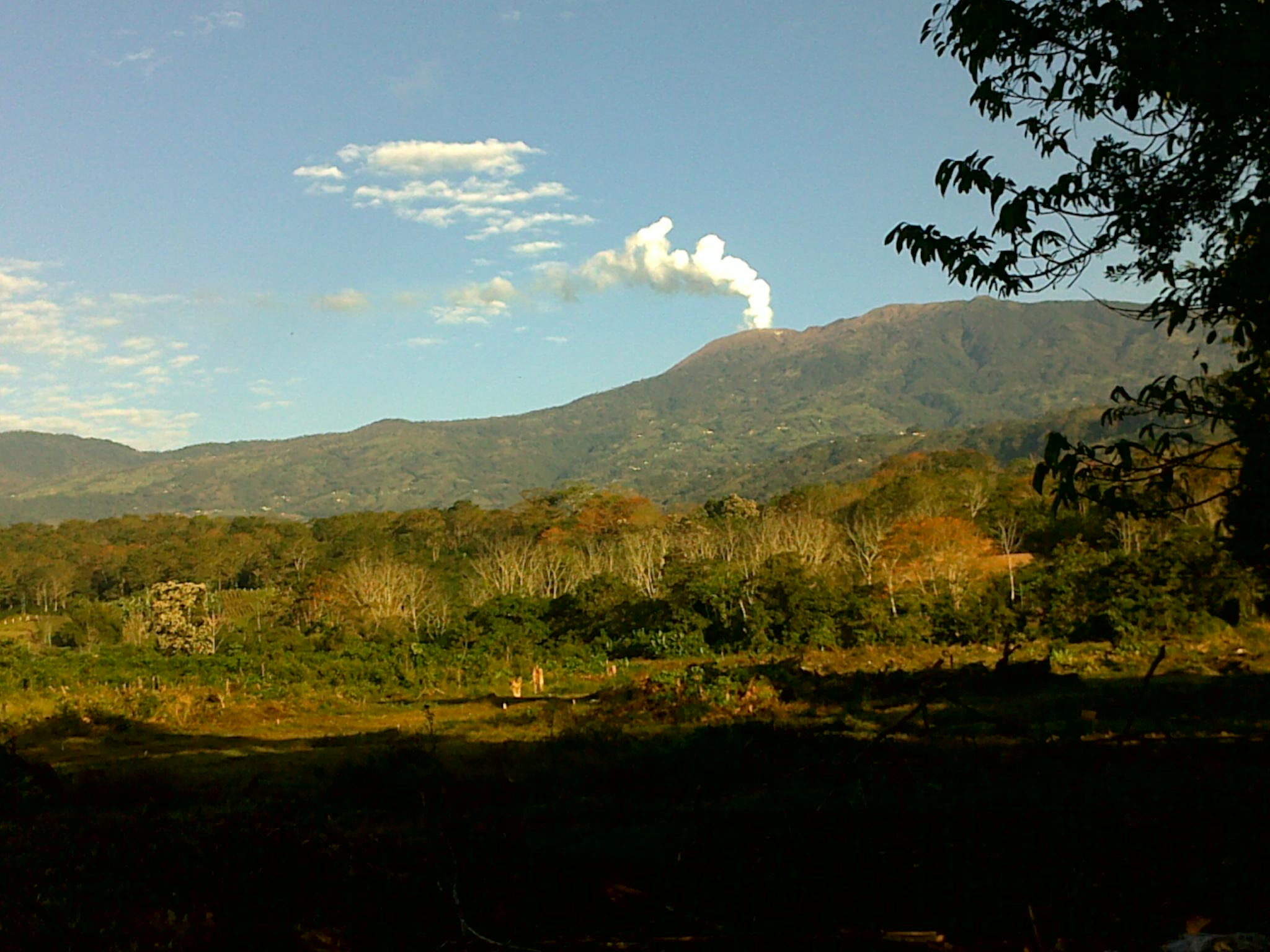
Columna de vapor visible al febrer del 2010.

El 1864, va tenir lloc petites erupcions de cendra i fumaròliques. Però en els recents anys anteriors, ha disminuït una mica les grans erupcions. Només alguns períodes d'activitat fumaròlica més gran, i des de l'any 2007 ha incrementat la seva activitat fumaròlica sent visible des de tots els voltants i calcinant la vegetació del seu flanc nord-oest degut a la pluja àcida. El 2009, després d'alguns grans terratrèmols com el de Cinchona, ha creat una gran activitat amb columnes de vapor de diversos quilòmetres d'alt i centenars de metres d'ample amb una molt probable erupció freàtica.
El 5 de gener de 2010 el Volcà Turrialba va produir una erupció de materials fins, llançant sediments en una àrea que va cobrir aproximadament 3 quilòmetres a la rodona, arribant a regions tan allunyades del colós com a Desamparados i Aserrí, totes dues a la província de San José, obligant a unes 21 famílies de la zona a ser evacuades. Els materials llançats no van aconseguir més distància degut a la presència de pluges ocasionades per un front fred que va crear inestabilitat a la regió, la qual cosa va ajudar a la ràpida precipitació d'aquests. Els experts creuen que aquesta erupció podria ser l'avantsala d'una activitat més gran en el volcà.
Segons els científics, l'activitat volcànica es dona en el cràter sud-oest del Turrialba, el qual des del 5 gener 2010 expulsa cendra que és arrossegada pel vent cap a l'oest, afectant a comunitats del cantó d'Oreamuno, entre elles San Pablo, San Gerardo i San Rafael.
El 21 de maig del 2013 va registrar una erupció de cendra.